# Pyrausta catasemalis
Pyrausta catasemalis là một loài bướm đêm trong họ Crambidae.